# أجيليات
الأجيليات (الاسم العلمي: Aegialiidae)، فُصيلة حشرات صغيرة من فصيلة الجعليات. وهي تحتوي على جميع أنواع الخنافس الجعرانية (أي الجعلية). تضم هذه الفصيلة على أربعة أجناس.